# Santa Lucia alle Botteghe Oscure
Santa Lucia alle Botteghe Oscure era uma igreja de Roma, Itália, localizada no rione Pigna, na esquina da via dell’Arco dei Ginnasi e a via delle Botteghe Oscure, demolida para permitir o alargamento desta última. Era dedicada a Santa Lúcia. Entre outros nomes, esta igreja foi chamada de Santa Lucia de' Ginnasi, Santa Lucia de Calcarario, por causa das diversas fornalhas de cal nas imediações, Santa Lucia Antica, Santa Lucia delle Pontiche Oscure e Santa Lucia de Pinea.

## História
Antigos catálogos medievais atestam a existência neste rione de uma igreja dedicada a Santa Lúcia com diversos cognomes: "de Apothecis", "in apothecis oscuris", "iuxta arcum obscurum", "delle Pontiche oscure", "alle botteghe oscure" e "de calcarario". São referências aos arcos do Circo Máximo ou aos fornos de cal, utilizados para obter cal a partir do mármore, concentrados na região. A igreja medieval foi completamente reconstruída pelo cardeal Domenico Ginnasi em 1630, que a anexou ao antigo Palazzo Ginnasi, de onde vem o seu nome no século XVII, Santa Lucia dei Ginnasi.
Era decorada com pinturas da sobrinha do cardeal, Caterina Ginnasi, e, entre elas, são conhecidas "Martírio de Santa Lúcia", no altar-mor, "Última Ceia" e "São Brás Mártir".
A igreja foi demolida entre 1938 e 1941 para permitir o alargamento da via delle Botteghe Oscure e dela não restou quase nada, somente uma Madonnina no alto do portal da igreja, que foi incorporado ao novo edifício na via delle Botteghe Oscure. Uma parte do mosteiro (hoje ocupado pelos "Mestres Pios Filipinos"; em italiano:  Maestre pie Filippini), inclusive o portal de 1585 de Ottavio Mascherino, não foi afetado pelas obras. O que restou do interior, incluindo algumas telas de Caterina Ginnasi, estão na capela do Palazzo Ginnasi (uma reconstrução moderna do antigo palácio).